# The Royal Hotel
The Royal Hotel ist ein Thriller von Kitty Green. Im Film spielen Julia Garner und Jessica Henwick zwei Rucksacktouristinnen, die in einer Bar im australischen Outback etwas Geld verdienen wollen und sich dort der Annäherungsversuche der männlichen Gäste erwehren müssen. Die Weltpremiere erfolgte Anfang September 2023 beim Telluride Film Festival. Der Kinostart in den USA erfolgte Anfang Oktober 2023. Im Januar 2024 kam der Film in die deutschen Kinos. Im Rahmen der Australian Academy of Cinema and Television Arts Awards 2024 erhielt The Royal Hotel sechs Nominierungen.

## Handlung

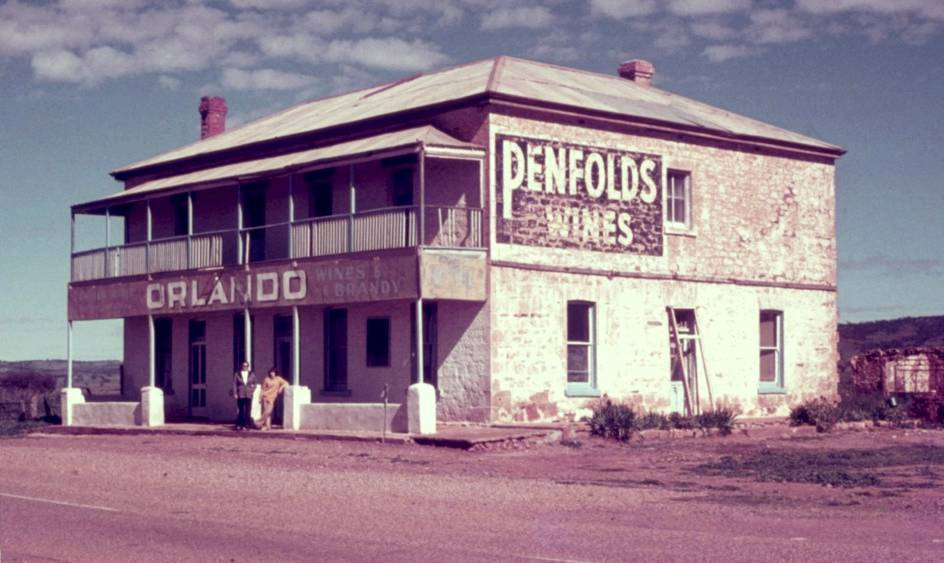
Dieses Hotel in Yatina in South Australia diente dem titelgebenden „Royal Hotel“ als Kulisse

Als den Freundinnen Hanna und Liv, die als Backpackerinnen quer durch Australien unterwegs sind, auf einem Partyboot in Sydney das Geld ausgeht, wenden sie sich an eine Work-&-Travel-Agentur und nehmen einen Job in einer Bar im australischen Outback an. Eine Aborigine holt sie vom Busterminal ab und bringt sie dorthin.
Die Bar mit dem Namen „The Royal Hotel“ gehört Billy und wurde von seinem Großvater gegründet. Sie ist dafür bekannt, dass dort ständig andere junge Frauen arbeiten. Das ist den beiden Rucksacktouristinnen jedoch erst einmal egal. Sie brauchen das Geld. Auch wenn Billy ständig betrunken ist, versucht er sie vor den Männern zu beschützen, die bei ihren Annäherungsversuchen den jungen Frauen gegenüber oft zu weit gehen. Der abseits liegende Ort hat gerade einmal 29 Einwohner, und es gibt dort für die Männer keine großen Alternativen. Billy kann es sich umgekehrt nicht leisten, Gästen den Zutritt zur Bar zu verbieten. Nur wenige Frauen kommen in das „Royal Hotel“. Neben Hanna und Liv arbeitet noch Carol dort in der Küche, die Aborigine mittleren Alters, die die beiden Frauen vom Busterminal abholte.
Hanna lernt schnell, sich mit einigen der Stammgästen zu arrangieren, darunter Matty, Teeth und Dolly. Doch dann nehmen die Dinge eine beängstigende Wendung.

## Produktion

### Filmstab und Besetzung

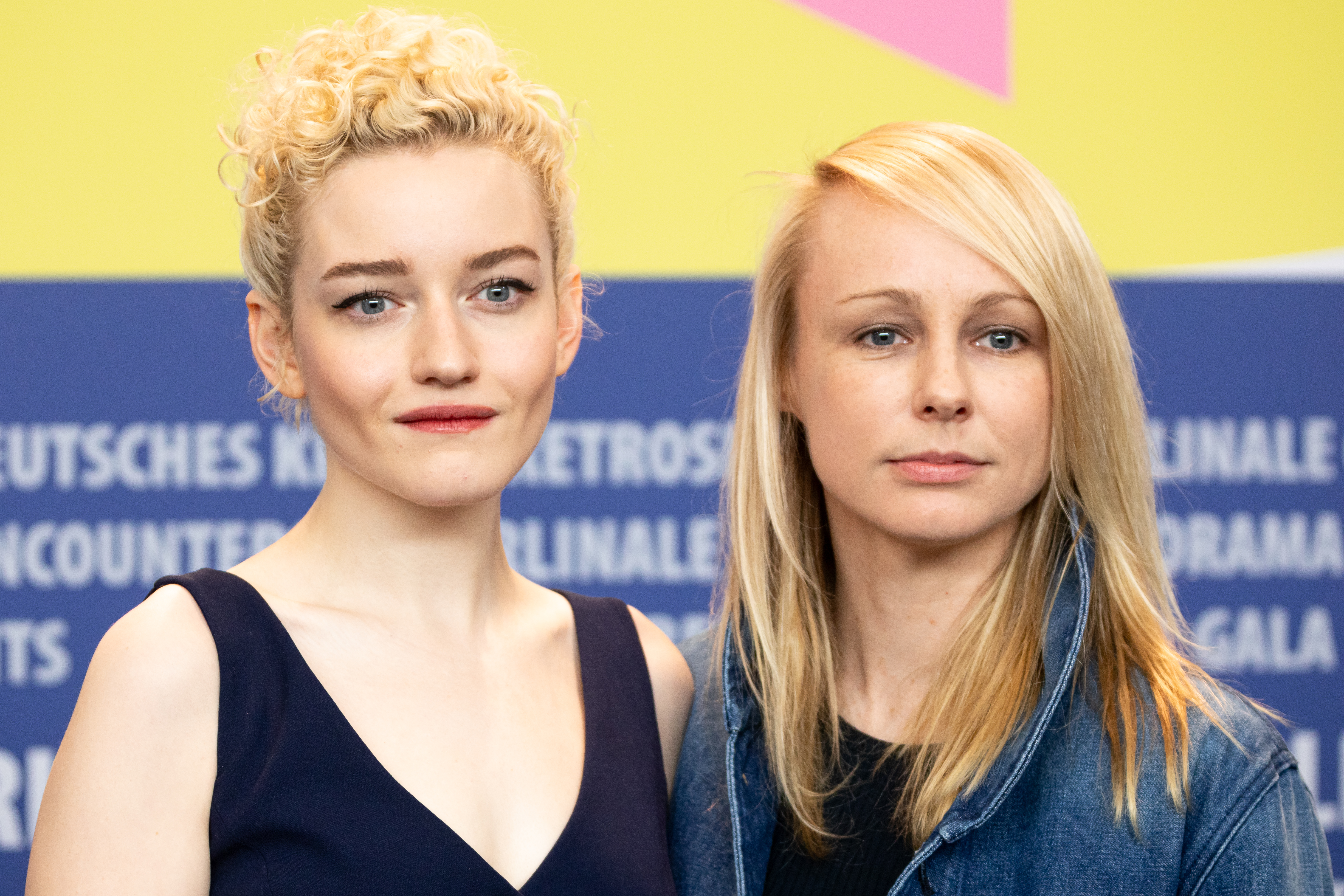
Julia Garner (li.) spielte bereits in The Assistant der Regisseurin Kitty Green (re.) eine ähnlich angelegte Rolle

Regie führte Kitty Green, die gemeinsam mit Oscar Redding auch das Drehbuch schrieb. Die im Film erzählte Geschichte beruht auf wahren Begebenheiten. Green wurde für The Royal Hotel von Pete Gleesons Dokumentarfilm Hotel Coolgardie von 2016 über zwei Finninnen, die in einer Bar in Westaustralien arbeiten, inspiriert. Auch in ihrem Dokumentarfilm Casting JonBenet von 2017 und ihrem MeToo-Film The Assistant von 2019 konzentrierte sich Green auf die Art und Weise, wie Frauen in der Gesellschaft ausgebeutet und oft sich selbst überlassen werden. In Greens bisherigen Filmen ging es insbesondere um Mikroaggressionen gegenüber Frauen. In The Royal Hotel erweitert sie dies hin zum Gaslighting und bedient sich zudem Elementen des Horrorfilms. Das Ergebnis wird als eine Mischung aus Coyote Ugly, Green Room und Men – Was dich sucht, wird dich finden beschrieben.
Die US-Amerikanerin Julia Garner und die Britin Jessica Henwick spielen die Freundinnen Hanna und Liv. Garner war bereits in Greens The Assistant in der Titelrolle zu sehen, in dem die Regisseurin ein Szenario schuf, das zeigt, wie es hätte gewesen sein können, für Harvey Weinstein zu arbeiten. Hugo Weaving spielt in The Royal Hotel den Barbesitzer Billy. Toby Wallace spielt den ständigen Barbesucher Matty. James Frecheville und Daniel Henshall spielen Teeth und Dolly, zwei weitere regelmäßige Gäste. Teeth ist eine Entsprechung von Joseph John Lowe aka „The Canman“ in dem Dokumentarfilm Hotel Coolgardie. Ursula Yovich ist in der Rolle der Aborigine Carol zu sehen, die Hanna und Liv vom Busbahnhof abholt und in der Küche der Bar arbeitet. Herbert Nordrum spielt den norwegischen Touristen Torsten, den Hanna auf dem Partyboot kennenlernte und der später überraschend im „Royal Hotel“ auftaucht.

### Dreharbeiten und Filmmusik
Die Dreharbeiten fanden zwischen Juni oder Juli und September 2022 statt. Begonnen wurden sie in Yatina, 222 Kilometer nördlich von Adelaide, der Bundeshauptstadt von South Australia. Ein dortiges Hotel diente dem titelgebenden „Royal Hotel“ als Kulisse. Als Kameramann fungierte der Australier Michael Latham, der den Film im Breitbildformat drehte.
Die Filmmusik komponierte Jed Palmer, der zuletzt für den Action-Cyberpunkfilm Upgrade von Leigh Whannell, die Tragikomödie Animals von Sophie Hyde und eine Reihe von Kurzfilmen tätig war. Das Soundtrack-Album mit insgesamt 12 Musikstücken wurde am 6. Oktober 2023 von Lakeshore Records als Download veröffentlicht.

### Marketing und Veröffentlichung
Die Weltpremiere von The Royal Hotel erfolgte am 2. September 2023 beim Telluride Film Festival. Wenige Tage später wurde der erste Trailer vorgestellt. Ebenfalls im September 2023 wurde der Film beim Toronto International Film Festival vorgestellt. Ende September 2023 wurde der Film beim San Sebastian International Film Festival gezeigt, hiernach beim Vancouver International Film Festival und Anfang Oktober 2023 beim London Film Festival. Der Kinostart in den USA erfolgte am 6. Oktober 2023. Am 18. Oktober 2023 soll The Royal Hotel das Adelaide Film Festival eröffnen. Ende Oktober, Anfang November 2023 wurde der Film beim Brisbane International Film Festival gezeigt. Anfang Dezember 2023 wurde er bei Around the World in 14 Films vorgestellt. Der Kinostart in Deutschland erfolgte am 11. Januar 2024. Die Rechte für den Film in Nordamerika sicherte sich das Independent-Film-Produktions- und Vertriebsunternehmen Neon.

### Synchronisation
Die deutsche Synchronisation entstand nach einem Dialogbuch von Philipp Rittmannsperger und der Dialogregie von Susanne Sternberg im Auftrag der HS Hamburger Synchron GmbH.
| Darsteller        | Synchronsprecher  | Rolle     |
| ----------------- | ----------------- | --------- |
| Julia Garner      | Franciska Friede  | Hanna     |
| Jessica Henwick   | Linda Fölster     | Liv       |
| Hugo Weaving      | Walter Wigand     | Billy     |
| Ursula Yovich     | Tina Eschmann     | Carol     |
| Herbert Nordrum   | Jesse Grimm       | Torsten   |
| Adam Morgan       | Jens Wendland     | Keith     |
| Nic Darrigo       | Christopher Groß  | Kev       |
| Toby Wallace      | Brian Sommer      | Matty     |
| James Frecheville | Matthias Klie     | Teeth     |
| Baykali Ganambarr | Christopher Groß  | Tommy     |
| Kate Cheel        | Emily Seubert     | Cassie    |
| Dylan River       | Christopher Arndt | Barkeeper |
| Daniel Henshall   | David Berton      | Dolly     |
| Chrissie Page     | Carla Becker      | Ehefrau   |
| Patrick Frost     | Kai Henrik Möller | Ehemann   |
| Barbara Lowing    | Katja Brügger     | Glenda    |
| Alex Malone       | Susanne Sternberg | Jules     |

## Rezeption

### Altersfreigabe
In den USA erhielt der Film von der MPAA ein R-Rating, was einer Freigabe ab 17 Jahren entspricht. In Deutschland wurde der Film von der FSK ab 16 Jahren freigegeben. In der Freigabebegründung heißt es, der Film enthalte keine expliziten Gewaltszenen, habe aber eine weitgehend angespannte Atmosphäre und enthalte mehrere intensive Bedrohungssituationen, die teils auch sexuell aufgeladen sind. In den Dialogen komme es wiederholt zu derb sexualisierter und sexistisch beleidigender Sprache.

### Kritiken
Von den bei Rotten Tomatoes aufgeführten Kritiken sind 89 Prozent positiv bei einer durchschnittlichen Bewertung mit 7,1 von 10 möglichen Punkten. Auf Metacritic erhielt der Film einen Metascore von 77 von 100 möglichen Punkten.
David Ehrlich von IndieWire beschreibt das titelgebende „Royal Hotel“ als ein „Drecksloch“, und von der #MeToo-Bewegung habe an diesem äußerst abgelegenen Ort im australischen Outback noch niemand gehört. Kitty Green habe mit The Royal Hotel einen weiteren meisterhaft konstruierten Film über die Gefahren des Frauseins auf dem Planeten Erde geschaffen und dies noch eindringlicher als in ihrem Kammerstück The Assistant. Der Film sei gespickt mit Szenen, die aus einem klassischen Horrorfilm hätten stammen können, wenn beispielsweise betrunkene Männer wie Zombies durch die Flure streifen. Nur wenige Filme hätten jemals so anschaulich und so detailliert die gewalttätige Atmosphäre männlicher Aufmerksamkeit zum Ausdruck gebracht, und die Männer im Film seien umso gruseliger, weil nicht einmal sie selbst zu wissen scheinen, wozu sie fähig sind.

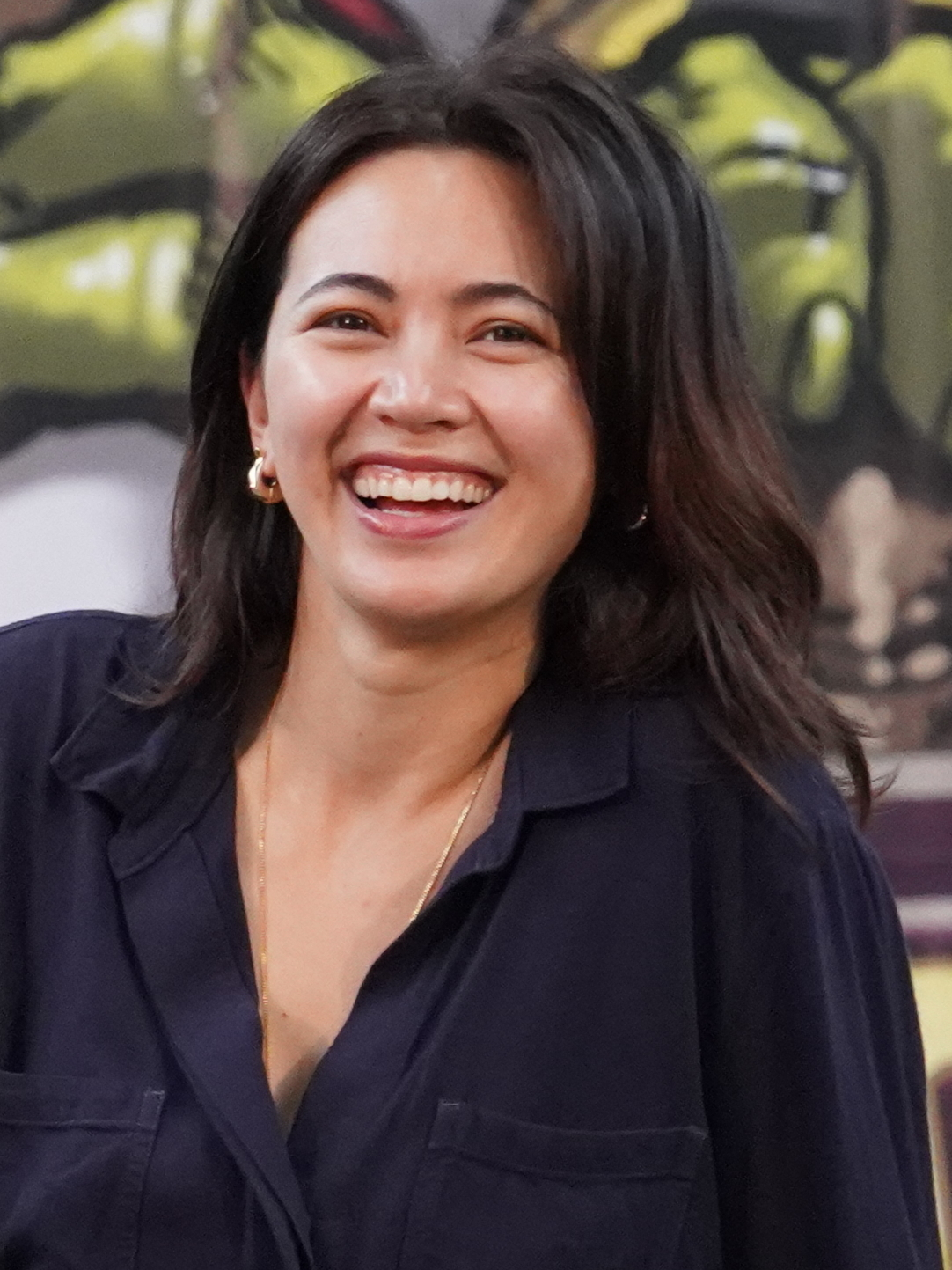
Jessica Henwick spielt Liv

Linda Mullan erklärt in ihrer Kritik bei outnow.ch, während The Assistant die Alltäglichkeit sexueller Übergriffe am Arbeitsplatz in beklemmend vagen Szenen dokumentiert habe, spiele The Royal Hotel gekonnt mit den Erwartungen des Publikums, und so hoffe man mit den jungen Frauen auf das Beste und bete, dass sie nicht zu Opfern werden. Es sei ein cleverer Schachzug von Green es hinauszuzögern, bis der Film richtig in Fahrt kommt, da sie so das Gefühl der bösen Vorahnung noch verstärke und einen ungeduldig und angespannt auf die womögliche Eskalation warten lasse. Neben dem frischen Storytelling würden zudem die hervorragenden Darbietungen von Julia Garner, Jessica Henwick und Hugo Weaving herausstechen.
Thomas Schultze schreibt in seiner Kritik bei Blickpunkt:Film, Kitty Green habe in The Royal Hotel eine gesetzlose Männerwelt mit dem denkbar breitesten Pinselstrich entworfen, und der Film habe weniger etwas von Milla Meets Moses oder Animal Kingdom, als vielmehr etwas von Red Hill oder Wolf Creek. Der Ansatz habe Methode, denn während die beiden Heldinnen des Films lernen, durch diese trügerische Welt zu manövrieren, ziehe auch die Regisseurin den Vorhang auf, offenbare latenten Rassismus und frei zur Schau getragenen Sexismus, eine Gesellschaft auf ewig gefangen in ihren eigenen Klischees und Stereotypen und ein Perpetuum Mobile hilfloser Maskulinität, verdammt sich auf ewig zu wiederholen, weil es keine Geschichte gibt, aus der man lernen könnte. Im Showdown dann drehe der Film den Spieß furios um, wenn er „seine Löwinnen brüllen lässt“, auch wenn er dann nicht unbedingt glaubwürdig sei.

### Auszeichnungen
Australian Academy of Cinema and Television Arts Awards 2024
- Nominierung als Bester Film (Kitty Green)
- Nominierung für die Beste Regie (Kitty Green)
- Nominierung als Beste Hauptdarstellerin (Julia Garner)
- Nominierung als Beste Nebendarstellerin (Ursula Yovich)
- Nominierung für das Beste Drehbuch (Kitty Green und Oscar Redding)
- Nominierung für das Beste Casting (Kirsty McGregor)[33]

London Film Festival 2023
- Nominierung im Offiziellen Wettbewerb[20]

San Sebastian International Film Festival 2023
- Auszeichnung mit dem RTVE-Another Look Award
- Nominierung im Hauptwettbewerb[34][18]

Screen Producers Australia Awards 2024
- Auszeichnung als Feature Film Production of the Year[35]